# جون غريني جونيور
جون غريني جونيور (بالإنجليزية: John Greene)‏ هو محامي أمريكي، ولد في 15 أغسطس 1620 في سالزبوري في المملكة المتحدة، وتوفي في 27 نوفمبر 1708 في ورك في المملكة المتحدة.